# 西園寺実晴
西園寺 実晴（さいおんじ さねはる）は、江戸時代前期の公卿。内大臣・西園寺公益の子。官位は従一位・左大臣。礼学・絵画を好んだ。

## 経歴
元和5年（1619年）に参議となって以降、内大臣・右大臣・従一位左大臣を歴任。 慶安4年（1651年）に朝廷は徳川家光に対して正一位太政大臣の追贈と「大猷院」の諡号を決め、内大臣西園寺実晴を勅使として日光に派遣している。
寛文12年（1672年）に出家して大忠院入道と号し、法名は性永。

## 系譜
正室は細川忠興とガラシャの子の細川忠隆（1604年の廃嫡後は長岡休無と号す）の長女・徳姫（1605-1663）であり、京都在住の休無から助成金が毎年西園寺家へ贈られている。また休無遺産として500石が徳姫（西園寺家）に相続され、西園寺家の財政の基盤となった。
子は23代目となった公満のほかに、公遂、公宣(別名公義又は随宜)。なお、末子の西園寺公宣は京都の公家生活を嫌って、長岡休無の子の長岡忠春（1622-1704年、細川内膳家祖）を頼って肥後国に移り住み菊池（現熊本県菊陽町）で死去したが、そこで生まれた娘（也須姫もしくは安姫）が京に戻って鷹司家から婿（西園寺実輔）を取り西園寺家を継いだ。
- 父：西園寺公益
- 母：不詳
- 妻：徳姫 - 侍従・細川忠隆の女
  - 男子：西園寺公満（1622-1651）
  - 男子：西園寺公宣（1625-1670）
- 妻：家女房
  - 男子：西園寺公遂（1663-1678）